# 369.ª Divisão de Infantaria (Alemanha)
A 369ª Divisão de Infantaria (em alemão:369. Infanterie-Division) foi uma unidade militar que serviu no Exército alemão durante a Segunda Guerra Mundial.

## Comandantes
| Comandante                      | Data                                         |
| ------------------------------- | -------------------------------------------- |
| Generalleutnant Fritz Neidholdt | 1 de setembro de 1942 - 5 de outubro de 1944 |
| Generalleutnant Georg Reinicke  | 5 de outubro de 1944 - 8 de maio de 1945     |

## Área de operações
| Croácia & Bálcãs | setembro de 1942 - maio de 1945 |